# 유지영 (미국의 배우)
유지영 (본명: 서선희; 1999년 또는 2000년생)은 한국계 미국인 배우이다. 2021년 넷플릭스 코미디 드라마 영화 걸스 오브 막시에 본명으로 출연하며 데뷔했다. 같은 해, 영어권 화자들에게 발음하기 더 쉬울 것이라고 생각한 한국어 음절로 구성된 유지영이라는 예명을 채택했다.
2023년, 트라이베카 영화제에서 미국 내러티브 장편 부문 최우수 연기상을 수상했다. 2024년 프라임 비디오 오리지널 미니시리즈 주재원을 촬영하기 위해 서던캘리포니아 대학교 학위 과정을 중퇴했으며, 이 작품으로 고섬 어워드 리미티드 시리즈 부문 최우수 연기상 후보에 올랐다. 2025년, 언틸 던: 무한루프 데스게임에서 메간을 연기했다. 이 작품은 2015년 동명의 비디오 게임과 같은 세계관을 배경으로 한 공포 영화이다. 이 영화는 전반적으로 엇갈린 평가를 받았지만, 여러 평론가들은 유지영의 캐릭터와 연기를 호평했다.

## 어린 시절과 교육
서선희는 덴버, 콜로라도주에서 한국 이민자 부모님 사이에서 태어났다. 콜로라도 아카데미에 다녔으며, 2017년 학보에 "SunHee Morgan Seo"로 기재되었다. 또한 덴버 공연 예술 센터와 페리-맨스필드 공연 예술 학교 및 캠프에서 훈련을 받았다. 서던캘리포니아 대학교에서 영화 미디어 학과에 입학했지만, 21세에 졸업 전에 주재원 촬영을 위해 중퇴했다. 2025년 4월 24일 발행된 I-D의 더글러스 그린우드와의 인터뷰에서 미국의 높은 교육 비용 때문에 구체적인 계획은 없지만, 미래에 학위를 마칠 의향을 표명했다.
예명 유지영을 채택한 이유 중 하나는 개인 생활과 직업 생활 사이에 선을 긋기 위해서였고, 다른 하나는 많은 사람들이 그녀의 본명을 계속 잘못 발음했기 때문이었다. 유지영에 따르면, 다른 사람들은 그녀의 이름이 발음하기 "어렵다"고 말하며 바꾸라고 제안했다. 특히 영어권 화자들이 발음하기 쉽지만 여전히 한국적인 음절을 예명으로 선택했다. 더 할리우드 리포터의 레베카 선과의 인터뷰에서 다음과 같이 말했다. "저는 아시아계 미국인들이 서구의 취향에 동화되거나 자신을 더 받아들이게 만들 필요를 느꼈던 시기를 우리가 넘어섰기를 바랍니다. 제 정체성에 대한 진정성이 저에게 더 많은 문을 열어주기를 바랍니다."

## 경력
서선희라는 이름으로 경력을 시작했으며, 2021년 걸스 오브 막시에 출연했다. 또한 스파이더맨: 파 프롬 홈에서 ADR을 맡아 다른 성우들과 함께 영화의 대부분 장면에서 마을 사람들의 비명과 잡담을 제공했다. 2021년까지 예명을 채택한 A24/Apple TV+ 드라마 영화 더 스카이 이즈 에브리웨어에 캐스팅되었고, 니콜 키드먼과 함께 아마존 프라임 시리즈 주재원에 출연했다.
2022년, 프리키 테일즈에 캐스팅되었다. 2023년 트라이베카 영화제에서 스모킹 타이거즈에서의 연기로 미국 내러티브 장편 부문 최우수 연기상을 수상했다. 2024년 1월에 공개된 주재원으로 고섬 어워드 '리미티드 시리즈 부문 최우수 연기상' 후보에 올랐다. 6월에는 플레이스테이션 스튜디오스에서 발행한 2015년 비디오 게임과 같은 세계관을 배경으로 한 공포 영화 언틸 던: 무한루프 데스게임의 출연진으로 발표되었다. 영화는 2025년 4월에 개봉하여 엇갈린 평가를 받았다. 가디언의 벤자민 리는 이 영화에 별 5개 중 3개를 주며 출연진의 연기와 영화의 기술적 강점을 칭찬했지만, 야심과 독창성 부족을 비판했다. 또한 인디와이어의 앨리슨 포먼은 이 영화에 B- 등급을 주며 원작의 "배신"으로 간주했지만, 그 자체로도 즐겁고 "창의적"이라고 평가했다. 야후! 뉴스의 엘리자베타 비앙키니, 블러디 디스거스팅의 미건 나바로, 엠파이어의 해리 스테이너 등 여러 평론가들은 이 영화에 부정적이거나 엇갈린 평가를 주었음에도 불구하고 유지영의 캐릭터 메간을 칭찬했다.
비앙키니는 메간을 주연 배우 중 가장 흥미로운 캐릭터로 묘사하며 "주연 캐릭터인 클로버보다도 메간의 감정적 여정을 더 느낄 수 있다"고 덧붙였다. 나바로는 주연 배우 중 "뚜렷한 개성에 가장 가까운 인물은 유지영의 메간뿐"이라고 썼다. 마찬가지로 스테이너는 영화에 대한 리뷰에서 유지영을 칭찬하며 "그룹의 심령술사인 메간으로 돋보이며, 스크린 상의 다른 누구보다 더 즐거워하는 것처럼 보인다"고 썼다.

## 필모그래피

### 영화
| 연도 | 제목                       | 역할   | 비고          |
| ---- | -------------------------- | ------ | ------------- |
| 2021 | 걸스 오브 막시             | 케이시 | 서선희로 표기 |
| 2022 | 더 스카이 이즈 에브리웨어  | 사라   |               |
| 2023 | 스모킹 타이거즈            | 하영   |               |
| 2024 | 프리키 테일즈              | 티나   |               |
| 2025 | 언틸 던: 무한루프 데스게임 | 메간   |               |
| 2025 | 케이팝 데몬 헌터스         | 조이   | 목소리        |

### 텔레비전
| 연도 | 제목             | 역할                               | 비고                        |
| ---- | ---------------- | ---------------------------------- | --------------------------- |
| 2020 | 스위트홈         | 이은유 (목소리)                    | 조연, 10개 에피소드         |
| 2022 | 위 베이비 베어스 | 양 머리 / 학생 2 / 학생 3 (목소리) | 1개 에피소드, 서선희로 표기 |
| 2024 | 주재원           | 머시                               | 미니시리즈, 6개 에피소드    |

## 수상
| 시상식            | 연도 | 부문                           | 작품            | 결과 | Ref.   |
| ----------------- | ---- | ------------------------------ | --------------- | ---- | ------ |
| 트라이베카 영화제 | 2023 | 미국 내러티브 장편 최우수 연기 | 스모킹 타이거즈 | 수상 | [ 11 ] |
| 고섬 어워드       | 2024 | 리미티드 시리즈 최우수 연기    | 주재원          | 후보 | [ 12 ] |